# Mangrovebrilvogel
De mangrovebrilvogel (Zosterops luteus) is een zangvogel uit de familie Zosteropidae (brilvogels).

## Verspreiding en leefgebied
Deze soort is endemisch in Australië en telt twee ondersoorten:
- Z. l. balstoni: kusten van westelijk-centraal tot noordwestelijk Australië.
- Z. l. luteus: kusten en eilanden van noordelijk en noordoostelijk Australië.

## Status
De grootte van de populatie is niet gekwantificeerd maar de soort wordt omschreven als vrij algemeen. Op de Rode lijst van de IUCN heeft deze soort de status niet bedreigd.